# Ullapor
Ullapor (Lagothrix) är ett släkte i familjen Atelidae, som tillhör ordningen primater. I släktet finns fyra arter. Det vetenskapliga släktnamnet är bildat av de grekiska orden lagos (hare) och trikos (hår) och syftar på den ulliga pälsen.

## Utbredning
Ullapor lever i norra och mellersta Sydamerika. De förekommer från Colombia till Bolivia och västra Brasilien. Data om förekomsten i Venezuela är osäker. I Anderna finns de upp till 3000 meter över havet.

## Utseende
Individer i detta släkte är jämförelsevis stora primater med ullig päls. Pälsen har huvudsakligen en mörk färg, mest mörkbrun eller gråsvart. Huvudet är runt och ansiktet saknar hår. De uppnår en vikt av 5 till 10 kilogram. Kroppen är 50 till 70 cm lång förutom en 60 till 70 cm lång svans. Svansen saknar hår vid spetsen och används som gripverktyg.

## Levnadssätt
Dessa djur är aktiva på dagen och lever i träd, men ses ofta på marken. I skogen är de inte så rörliga som andra primater i samma familj. Ullapor föredrar blöta och okultiverade skogar. De bildar grupper med 10 till 70 individer. En grupp består av många par med deras ungar och har ett 4 till 11 km² stort territorium. Ett viktigt socialt beteende är pälsvård. Ullapor kommunicerar med olika ansiktsuttryck och vrål. Dessa vrål är särskilt höga och används för att skrämma fiender.

## Föda
Dessa primater livnär sig huvudsakligen av frukter. De äter även andra växtdelar som blad, frön, blommor och bark samt smådjur som insekter, spindlar och blötdjur.

## Fortplantning
Honan föder vartannat år efter en cirka 225 dagar lång dräktighet en unge. Efter födelsen sitter ungdjuret minst fem månader fast i moderns päls. Efter ungefär ett år slutar honan att ge di. Ungdjuret blir efter fyra till sex år könsmoget.
Man känner till ullapor som i fångenskap blivit 24-30 år gamla.

## Relationer till andra djur
Ullapor har på grund av sin storlek och då de vistas högt uppe i träden nästan inga naturliga fiender. Möjligen dödas en och annan individ av stora rovfåglar. I flera fall iakttogs de tillsammans med andra sydamerikanska primater som spindelapor, vrålapor, dvärgsilkesapor, tamariner, dödskalleapor, nattapor, plymsvansapor och kapuciner. Ibland följer den dubbeltandade gladan (Harpagus bidentatus) efter ullapor för att fånga insekter som retas av primaterna.

## Hot
Kött från ullapor anses hos några indianer som en delikatess och därför jagas dessa apor. Ibland fångas ungdjur för att tämjas. Honan blir vid dessa tillfällen dödad. På grund av att de behöver ett ganska opåverkat levnadsområde har ullapor blivit sällsynta i många regioner.

## Arterna
Släktet utgörs enligt Wilson & Reeder (2005) av fyra arter:
- Grå ullapa (Lagothrix cana) lever i Brasilien, Bolivia och Peru. Har en karaktäristisk grå päls. Den listas som starkt hotad (endangered).
- Humboldts ullapa (Lagothrix lagotricha) förekommer i norra och mellersta Sydamerika. Arten listas som sårbar (vulnerable).
- Lagothrix lugens lever i Colombia och Venezuela. Listas av IUCN som akut hotad (critically endangered).
- Lagothrix poeppigii har en silvergrå päls. Denna art förekommer i Brasilien, Ecuador och Peru. Den listas som sårbar (vulnerable).